# 딜레니아과
딜레니아과는 속씨식물의 한 과이다. 이 과는 약 12개의 속에, 수백 종의 식물로 이루어져 있고, 열대 지방과 아열대 그리고 전 오스트레일리아에서 발견된다. 종들은 거의 목본 식물이지만, 초본 식물에서부터 큰 나무에 이르기까지 걸쳐 분포하고 있다. 2003년의 APG II 분류 체계(1998년의 APG 분류 체계와 바뀌지 않음)는 이 과를 인정하고 있지만, 목은 미분류 상태이고, 진정쌍떡잎식물군으로는 할당되어 있다. APG II는 석죽목에 포함시킬지 아니면, 이 단 하나의 과를 위해 딜레니아목을 부활시킬지 여부가 논쟁중에 있으나 미분류 상태로 남겨두기로 결정하고 있다.

## 하위 속
| - Acrotrema - Curatella - Davilla - Didesmandra | - 딜레니아속 (Dillenia) - Doliocarpus - Hibbertia - Pachynema | - Pinzona - Schumacheria - Tetracera |